# Station Melhus-oud
Station Melhus (oud), (volledige naam in het Noors:Melhus stasjon ) is een station in  Melhus in fylke Trøndelag  in  Noorwegen. Het station ligt aan Dovrebanen. In 1993 werd het station gesloten voor personenvervoer na de opening van  Melhus skysstasjon. Het oude station was in de loop der jaren steeds ongunstiger komen te liggen binnen Melhus.